# Château de Paulhac
Le château est un édifice situé à Paulhac, en France.

## Localisation
Le château est situé sur le territoire de la commune de Paulhac, en haut de la colline qui domine le bourg, dans le département de la Haute-Loire, en région Auvergne-Rhône-Alpes.

## Description
À partir d'un donjon circulaire des XIIe et XIIIe siècles, construction au XVe siècle d'un château articulé en deux ailes perpendiculaires. Aménagements et décors des XVIIe et XVIIIe siècles. Remaniement à la fin du XIXe siècle pour rendre l'édifice plus confortable, par la famille de Cassagnes de Miramon, tout en accentuant son caractère médiéval par un style néogothique. Travaux effectués par l'architecte Honoré Vianne. 
Le château est ravagé par un incendie le 30 juillet 2013. La toiture est refaite en 2016, la restauration complète est en cours et il sera à nouveau ouvert au public.

## Historique
Le château est inscrit au titre des monuments historiques par arrêté du 11 octobre 2004.

## Protection
Le château en totalité, y compris les terrasses, les communs, le jardin avec son mur de clôture et les intérieurs avec leur décor, comprenant notamment le grand hall, le grand salon, la bibliothèque, la salle à manger, la cuisine, la chapelle et la chambre aux portes peintes.

## Galerie

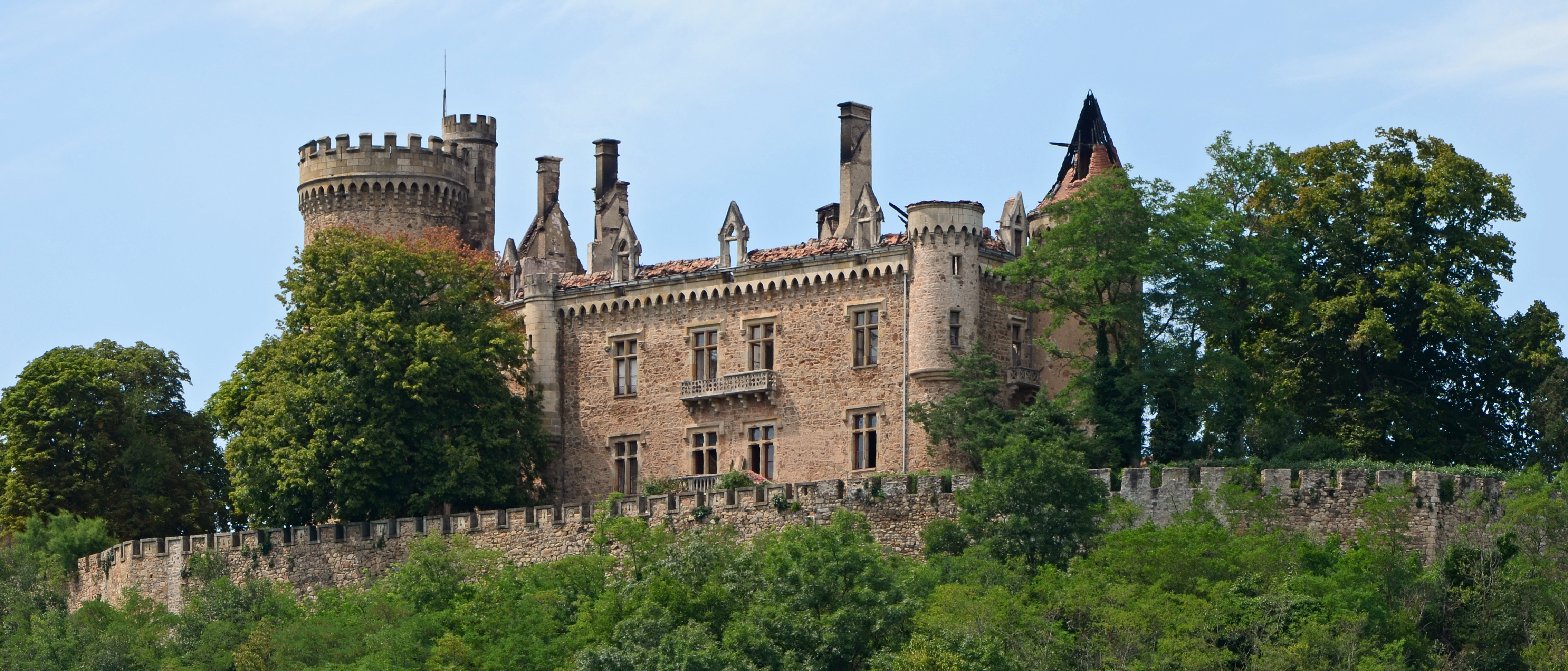
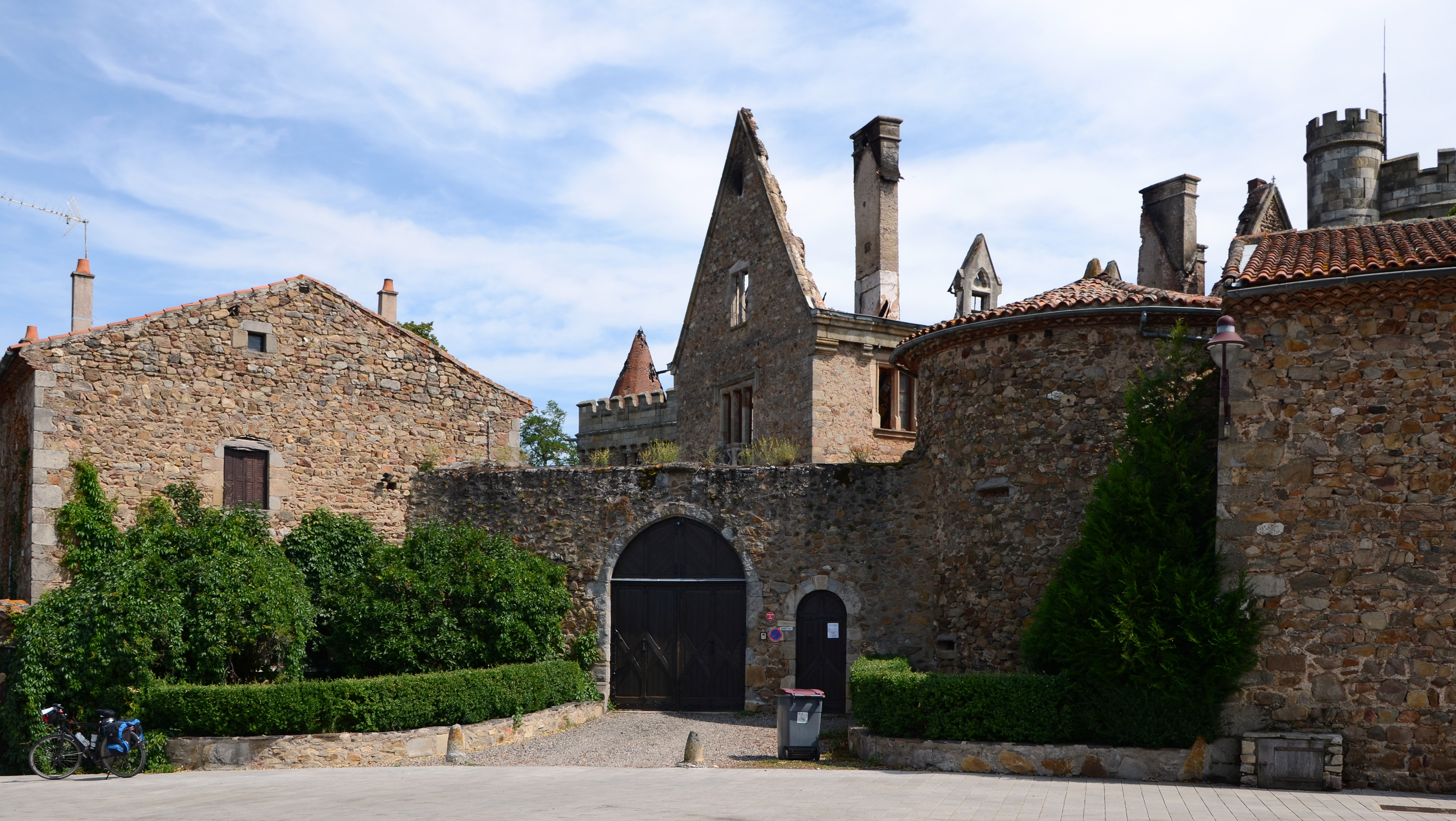
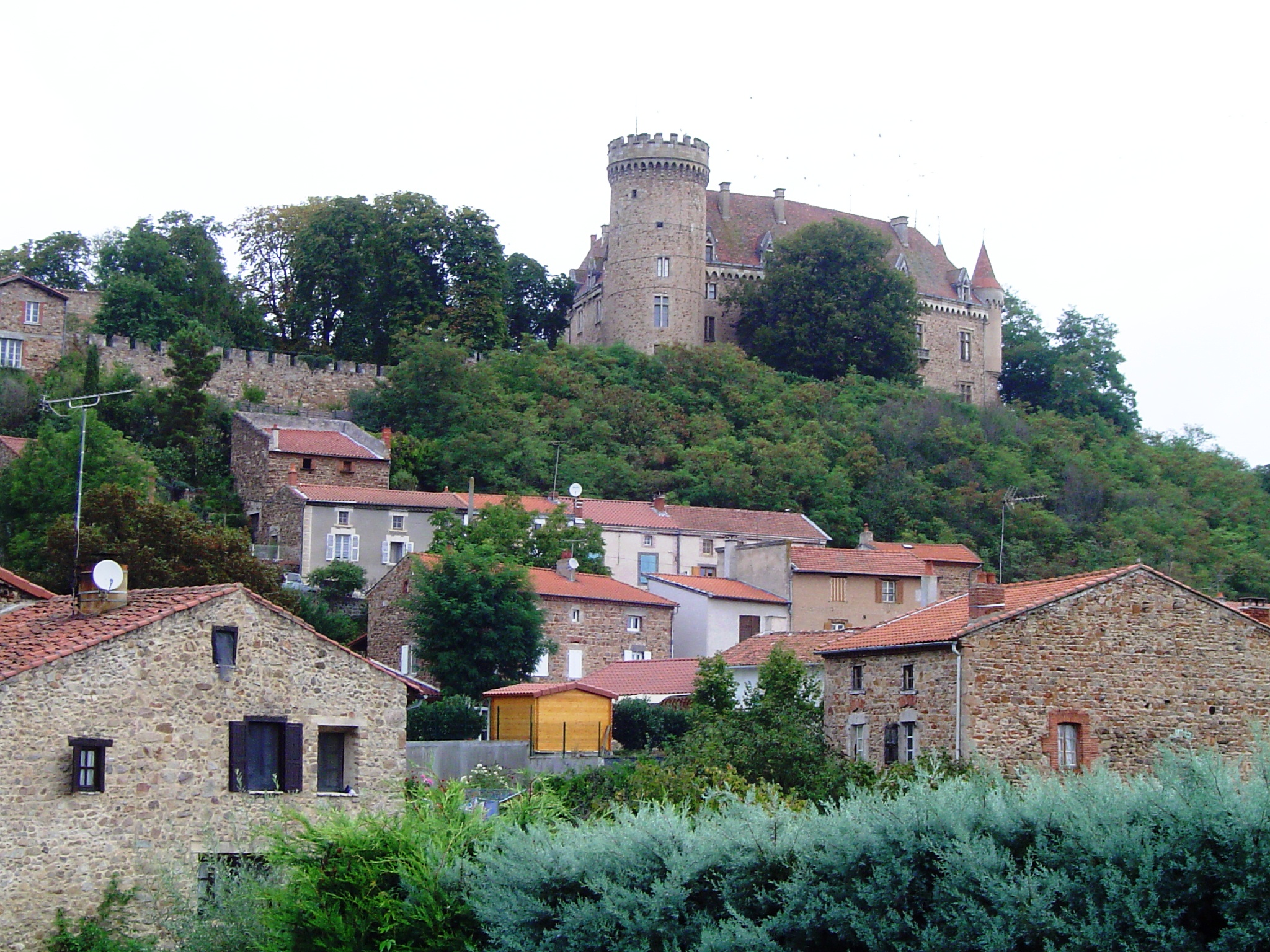
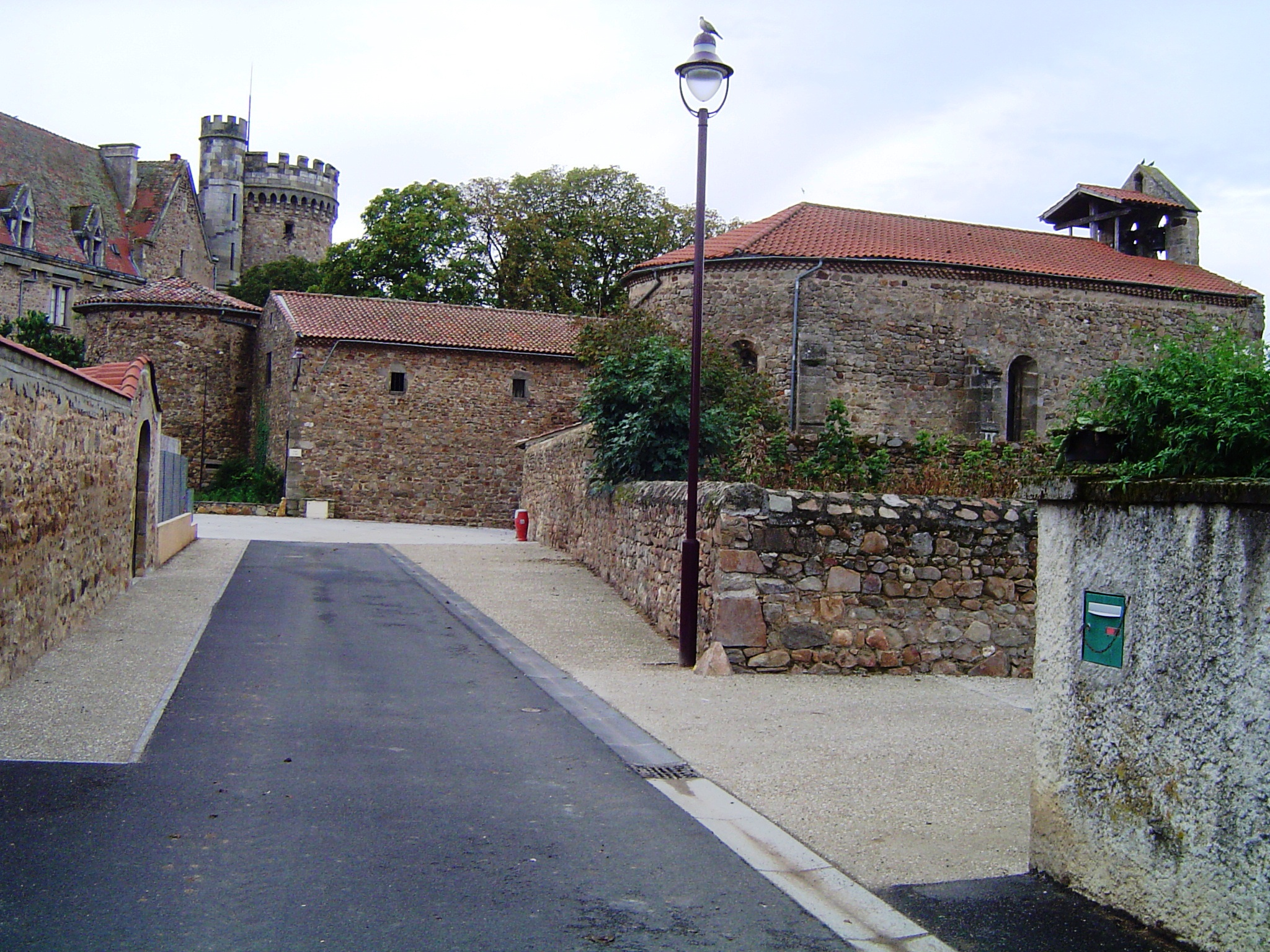
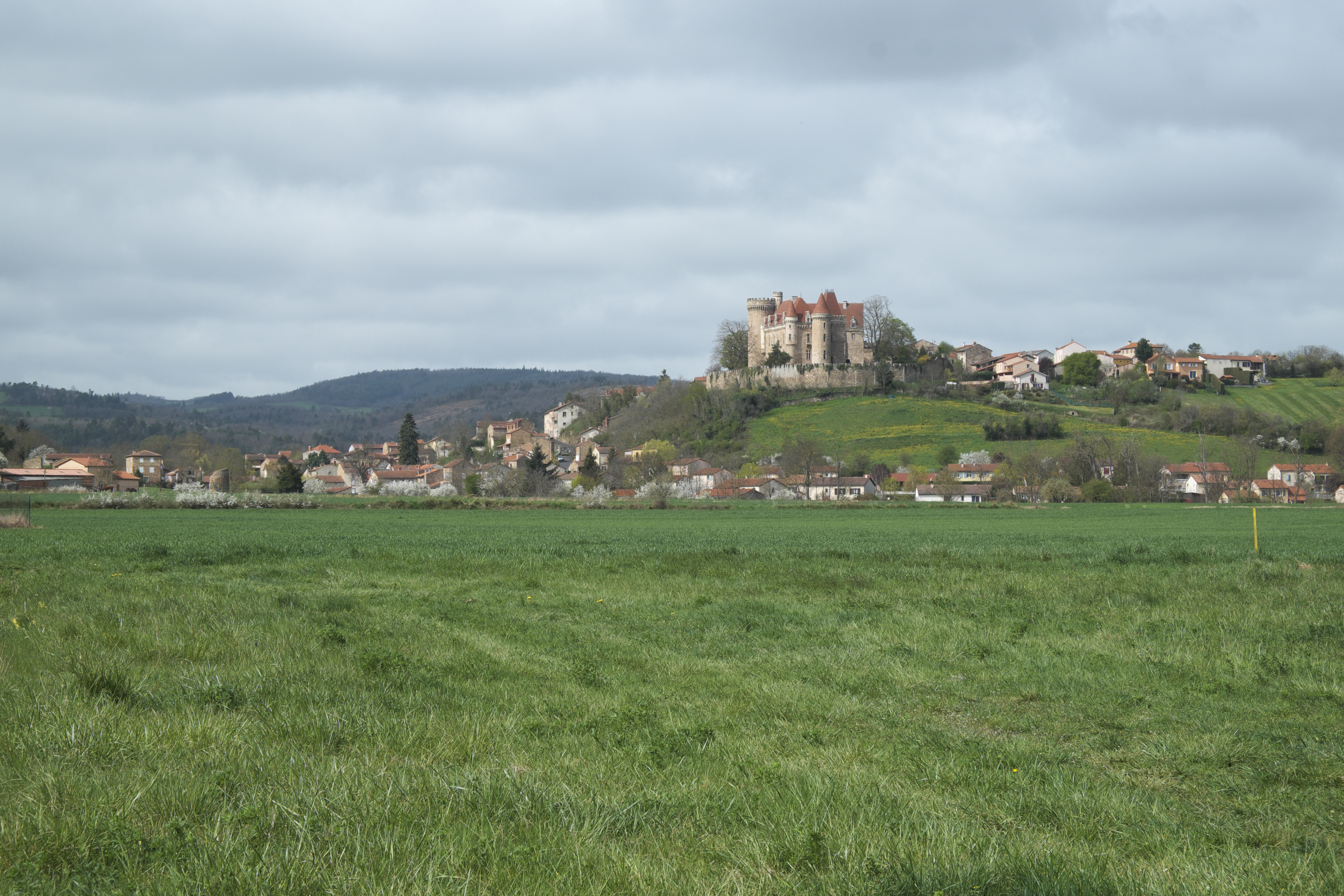